# György Vashegyi

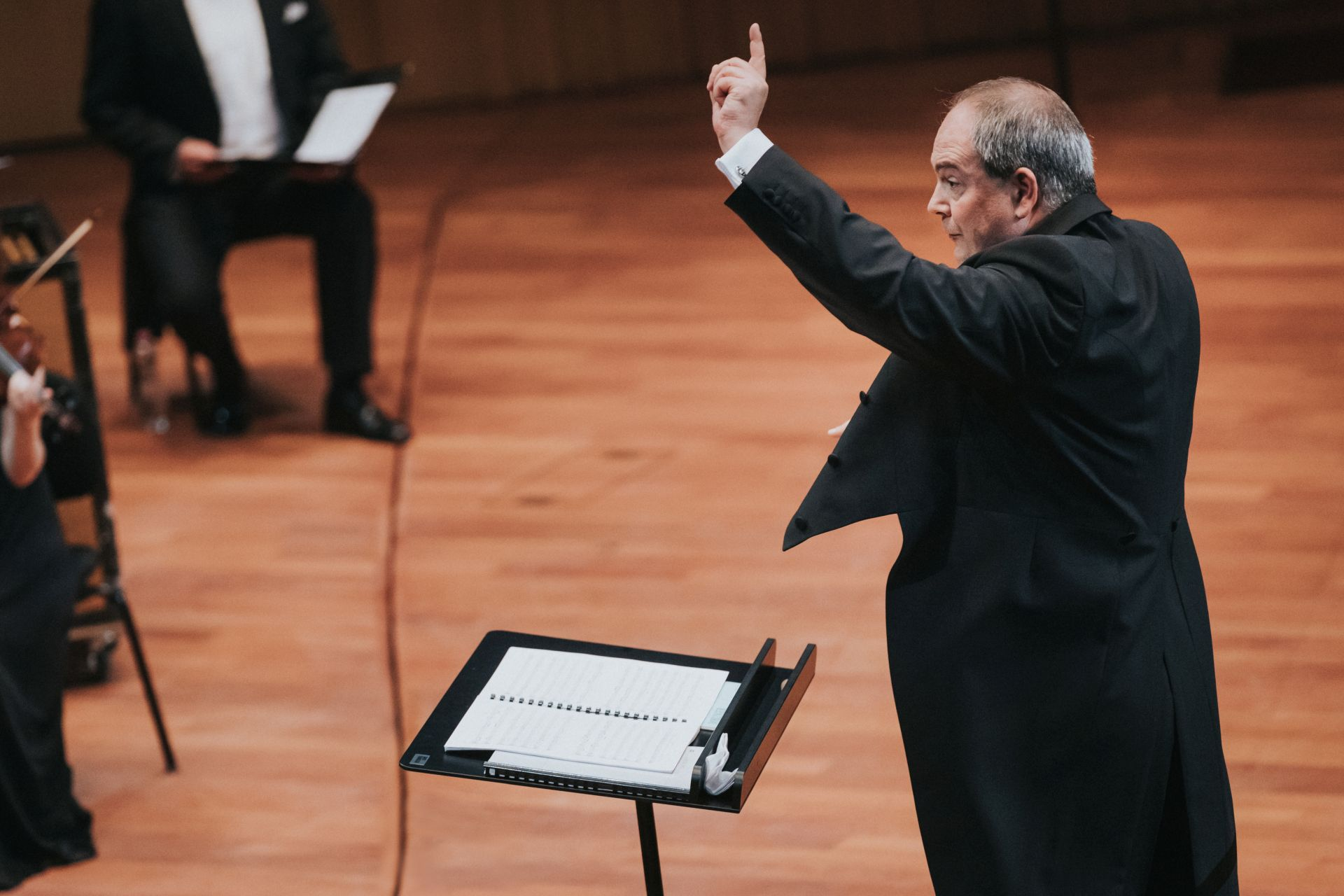
György Vashegyi, 2021

György Vashegyi (* 13. April 1970 in Budapest) ist ein ungarischer Dirigent, Cembalist und Musikpädagoge. Vashegyi ist ausgewiesener Fachmann für die Interpretation Alter Musik.

## Leben und Werk
Vashegyi begann seine musikalischen Studien als Instrumentalist. Er spielte zunächst Violine, Blockflöte, Oboe und Cembalo. Mit 18 Jahren nahm er ein Dirigierstudium bei Ervin Lukács an der Franz-Liszt-Musikakademie in Budapest auf und schloss dieses 1993 mit Auszeichnung ab. Er vertiefte seine Studien in Dirigier-Meisterkursen bei John Eliot Gardiner und Helmuth Rilling. Von 1994 bis 1997 studierte er Continuo bei John Toll in Dresden. Im Fach Kammermusik bildete er sich bei Jaap ter Linden und Simon Standage weiter.
Als Continuo-Spieler spielte er bei ungarischen Orchestern wie dem Franz Liszt Chamber Orchestra und dem Concerto Armonico mit. 1990 gründete Vashegyi in Budapest den Purcell Choir, ein Jahr später das Orfeo Orchestra. In Konzerten in Budapest dirigierte er bedeutende Musikwerke des 17. und 18. Jahrhunderts, die bis zu diesem Zeitpunkt noch nicht in Ungarn aufgeführt wurden. Beispiele hierfür sind Dietrich Buxtehudes Membra Jesu nostri, Henry Purcells The Fairy Queen und Funeral Anthem sowie Georg Friedrich Händels Theodora oder das Requiem in d Moll von Joseph Martin Kraus von 1775. Gleichzeitig setzte er sich für die Erforschung und für Aufführungen von Werken ungarischer Komponisten des 18. Jahrhunderts ein. Vashegyi arbeitet hauptsächlich mit den eigenen Ensembles zusammen, tritt aber auch als Gastdirigent bei verschiedenen Alte-Musik-Ensembles wie Concerto Armonico, Capella Savaria und Musica Aeterna und auch mit modernen Sinfonie- und Kammerorchestern auf. Seit 2001 dirigiert Vashegyi regelmäßig an der Ungarischen Staatsoper. 2004 dirigierte Vashegyi beispielsweise beim Mozartfest Würzburg und beim Rheingau Musik Festival in Kloster Eberbach das Prager Kammerorchester.
Seit 1992 wirkt Vashegyi als Continuo-Professor an der Franz-Liszt-Musikakademie. Zwischen 1995 und 1997 unterrichtete er auch am Institut für Musikwissenschaft der Universität Budapest.
2008 erhielt Vashegyi in Ungarn den Liszt-Preis. 2015 wurde er mit dem Verdienstkreuz des Ungarischen Ritterordens ausgezeichnet. 2017 wurde György Vashegyi zum Präsidenten der 1992 gegründeten Ungarischen Akademie der Künste (MMA, Magyar Művészeti Akadémia) gewählt.